# چرخاننده فارادی

سازوکار قطبش به دلیل اثر فارادی. خطوط میدان معمولاً از طریق یک آهنربای دائمی در اطراف چرخاننده بسته می‌شوند.

چرخاننده فارادی (به انگلیسی: Faraday rotator) یک چرخاننده قطبش بر اساس اثر فارادی است، یک اثر مغنانوری که شامل انتقال نور از طریق یک ماده درهنگام وجود یک میدان مغناطیسی ایستای طولی است. حالت قطبش (مانند محور قطبش خطی یا سوگیری قطبش بیضوی) با عبور موج از افزاره چرخانده می‌شود که با تفاوت جزئی در سرعت فاز بین قطبش دایره‌ای چپ و راست توضیح داده می‌شود؛ بنابراین، مانند فعالیت نوری، نمونه‌ای از دوشکستی دایره‌ای (به انگلیسی: circular birefringence) است، اما شامل ماده‌ای است که فقط در حضور میدان مغناطیسی این ویژگی را دارد. دوشکستی دایره‌ای، که شامل تفاوت در انتشار بین قطبش‌های دایره‌ای مخالف است، از دوشکستی خطی (یا به سادگی دوشکستگی، زمانی که اصطلاح بیشتر مشخص نشده‌است) متمایز است که قطبش موج را نیز تغییر می‌دهد اما نه از طریق یک چرخش ساده.
حالت قطبش متناسب با میدان مغناطیسی طولی اعمال‌شده با توجه به:
{\displaystyle \beta =VBd\!}
دراینجا {\displaystyle \beta } زاویه چرخش (به رادیان) است. {\textstyle B} چگالی شار مغناطیسی در جهت انتشار (برحسب تسلا) است. {\textstyle d} طول مسیر (برحسب متر) است که در آن نور و میدان مغناطیسی اندرکنش دارند و {\textstyle V} ثابت ورده برای ماده است. این ثابت تناسب تجربی (برحسب واحد رادیان بر تسلا بر متر، rad/(T·m)) با طول‌موج و دما تغییر می‌کند و برای مواد مختلف جدول‌بندی شده‌است.